# Cardston-Alberta-Tempel
Der Cardston-Alberta-Tempel ist der sechste Tempel der Kirche Jesu Christi der Heiligen der Letzten Tage und der erste, der außerhalb der USA errichtet wurde. Er befindet sich in Cardston in der kanadischen Provinz Alberta. Der Ort war 1887 von mormonischen Siedlern aus Utah gegründet worden. Der Tempel ist einer der wenigen, die keinen Engel Moroni tragen und einer von dreien, die keine Turmspitze haben. Letzteres geht auf das Vorbild des Tempels Salomos zurück, wie auch beim Laie-Hawaii-Tempel und beim Mesa-Arizona-Tempel. Der Tempel wurde Anfang der 1990er Jahre renoviert. 
Unter dem Namen Temple of the Church of Jesus Christ of Latter Day Saints National Historic Site of Canada wurde das Gebetshaus am 6. November 1992 in das Verzeichnis der National Historic Site of Canada aufgenommen.

## Meilensteine
| Ankündigung:        | 27. Juni 1913                          |
| Erster Spatenstich: | 13. November 1913                      |
| Weihung:            | 26. August 1923 durch Heber J. Grant   |
| Erneute Weihung:    | 22. Juni 1991 durch Gordon B. Hinckley |